# Päpstliches Kolleg Josephinum

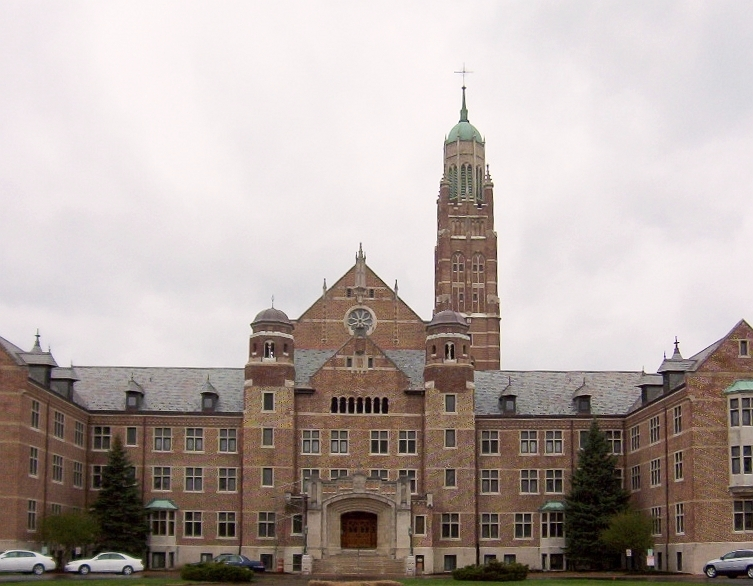
Hauptportal zum Pontifical College Josephinum

Das Päpstliche Kolleg Josephinum (en.: Pontifical College Josephinum) ist das einzige  Päpstliche Kolleg außerhalb Roms. Es wurde 1888 als Priesterseminar in Columbus (Ohio) gegründet und 1892 zum Päpstlichen Kolleg erhoben. 

## Geschichte
Der aus  Münster in Westfalen stammende Joseph Jessing  emigrierte 1867 in die   Vereinigten Staaten von Amerika. Er begann 1868 seine Priesterausbildung am Mount Saint Mary’s Seminar in Cincinnati (Ohio) und wurde 1870 zum  Priester geweiht. Gemeinsam mit  Franziskanern gründete er ein Waisenhaus, das im August 1877 nach Columbus (Ohio) verlegt wurde. In diesem Waisenhaus errichtete er am 1. September 1888 die erste Hochschulklasse; der Grundstein für das Kolleg war gelegt.

### Vom Priesterseminar zum Päpstlichen Kolleg
Die erste Hochschulklasse wurde in ein Priesterseminar umgewandelt. Die Priesterausbildung war auf sechs Jahre ausgelegt. Im Juni 1899 erhielten die ersten Priesteramtskandidaten die Priesterweihe. 1894 wurde das Priesterseminar vom Staat Ohio als Hochschule anerkannt und in die Schulgesetze integriert. Die ersten Seminaristen waren aus Deutschland emigrierte junge Männer. Später kamen auch Studenten aus Osteuropa, Asien und Afrika hinzu, die dann als Priester in ihren Heimatländern dienten. 
Um den Fortbestand des Priesterseminars sicherzustellen, erbat Jessing beim Papst, das Seminar unter die Schirmherrschaft des  Heiligen Stuhls zu stellen. Dieser Bitte stimmte Papst Leo XIII. (1878–1903) zu. Er unterstellte das Institut der heutigen Kongregation für das Katholische Bildungswesen und bestimmte den  Apostolischen Nuntius der Vereinigten Staaten zum  Kanzler der Hochschule. 1931 zog das Kolleg in seine jetzigen Gebäude nördlich von Columbus (Ohio) ein. Papst Pius XI. (1922–1939) bestätigte 1938 den Status des Päpstlichen Kollegs. Zwischen 1940 und 1950 fand eine Neuorganisation statt. Die Studiengänge wurden erweitert und reformiert. 1958 wurde das Kolleg als eine „Staatliche Hochschule für  Bildende Künste“ in Ohio anerkannt. Die dem Kolleg angeschlossene Highschool wurde 1967 geschlossen.

## Studienangebote
Das Kolleg unterteilt sich in die  Theologische Hochschule und die Hochschule für Bildende Künste. Die Studienangebote in den Haupt- und Nebenstudiengängen bestehen aus Philosophie, Englische Musik und Literatur, Theologie, Latein, Geschichte,  Allgemeinwissenschaften (Astrologie, Biologie, Physik und Geologie), Sozialwissenschaft, Mathematik, Rhetorik, Bildende Künste, Sport (Volleyball, Basketball und Physical-Training), Sprachen (Deutsch, Französisch und Spanisch). 